# George Harry Grey, VI conte di Stamford

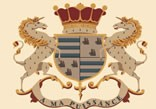
Le armi dei conti di Stamford e Warrington

George Harry Booth-Grey, VI conte di Stamford e Warrington (31 ottobre 1765 – 26 aprile 1845), è stato un nobile britannico.

## Biografia
Era figlio di George Harry Grey, V conte di Stamford, e Lady Henrietta Bentinck.
Venne educato al Winchester College e al Trinity College di Cambridge.
Dal 1790 al 1796 fu un membro Whig al parlamento per l'Aldeburgh. Concorse nelle elezioni sia per la circoscrizione del Grampound sia per quella del St. Germans, perdendo nella prima ma rappresentando la seconda dal 1796 al 1802.
Nel 1819 succedette al padre come conte di Stamford e di Warrington, ereditando le proprietà della famiglia ad Enville nello Staffordshire, a Bradgate Park nel Leicestershire, a Dunham Massey nel Cheshire e a Stalybridge vicino a Manchester.
Venne nominato lord-luogotenente del Cheshire nel 1819 e nel 1827 succedette al I marchese di Cholmondeley come vice-ammiraglio e ciambellano del Cheshire.
Il 23 dicembre 1797, Lord Grey sposò Lady Henrietta Charteris, sorella di Francis Charteris, conte di Wemyss e di March. La coppia visse ad Enville Hall ed ebbe quattro figli:
- Lady Henrietta Booth-Grey (c.1798–1866), sposò Rev. James Thomas Law;
- George Harry Booth-Grey (1802–1835), sposò nel 1824 Lady Katherine Charteris Wemyss;
- Lady Jane Booth-Grey (1803–1877), sposò Sir John Walsh, poi I barone Ormathwaite;
- Lady Margaret Booth-Grey (1825–1852), che sposò Henry John Milbank[2].

Alla sua morte il titolo passò al nipote George Harry Booth-Grey.

## Ascendenza
|                                         |                                    |                                                       | Genitori                                             |  |  | Nonni |  |  | Bisnonni                          |  |  | Trisnonni |  |
|                                         |                                    |                                                       |                                                      |  |  |       |  |  | Harry Grey, III conte di Stamford |  |  | John Grey |  |
|                                         |                                    |                                                       |                                                      |  |  |       |  |  | Harry Grey, III conte di Stamford |  |  | John Grey |  |
|                                         |                                    | Catherine Ward                                        |                                                      |  |  |       |  |  | Harry Grey, III conte di Stamford |  |  |           |  |
| Harry Grey, IV conte di Stamford        |                                    |                                                       |                                                      |  |  |       |  |  | Harry Grey, III conte di Stamford |  |  |           |  |
|                                         |                                    | Dorothy Wright                                        | Nathan Wright                                        |  |  |       |  |  |                                   |  |  |           |  |
|                                         |                                    | Dorothy Wright                                        | Nathan Wright                                        |  |  |       |  |  |                                   |  |  |           |  |
|                                         |                                    | Dorothy Wright                                        | Elizabeth Ashby                                      |  |  |       |  |  |                                   |  |  |           |  |
| George Grey, V conte di Stamford        |                                    | Dorothy Wright                                        |                                                      |  |  |       |  |  |                                   |  |  |           |  |
|                                         |                                    | George Booth, II conte di Warrington                  | Henry Booth, I conte di Warrington                   |  |  |       |  |  |                                   |  |  |           |  |
|                                         |                                    | George Booth, II conte di Warrington                  | Henry Booth, I conte di Warrington                   |  |  |       |  |  |                                   |  |  |           |  |
|                                         |                                    | George Booth, II conte di Warrington                  | Mary Langham                                         |  |  |       |  |  |                                   |  |  |           |  |
| Mary Booth                              |                                    | George Booth, II conte di Warrington                  |                                                      |  |  |       |  |  |                                   |  |  |           |  |
|                                         |                                    | Mary Oldbury                                          | John Oldbury                                         |  |  |       |  |  |                                   |  |  |           |  |
|                                         |                                    | Mary Oldbury                                          | John Oldbury                                         |  |  |       |  |  |                                   |  |  |           |  |
|                                         |                                    | Mary Oldbury                                          | Mary Bohun                                           |  |  |       |  |  |                                   |  |  |           |  |
| George Harry Grey, VI conte di Stamford |                                    | Mary Oldbury                                          |                                                      |  |  |       |  |  |                                   |  |  |           |  |
|                                         | Henry Bentinck, I duca di Portland | William Bentinck, I conte di Portland                 |                                                      |  |  |       |  |  |                                   |  |  |           |  |
|                                         | Henry Bentinck, I duca di Portland | William Bentinck, I conte di Portland                 |                                                      |  |  |       |  |  |                                   |  |  |           |  |
|                                         | Henry Bentinck, I duca di Portland | Anne Villiers                                         |                                                      |  |  |       |  |  |                                   |  |  |           |  |
| William Bentinck, II duca di Portland   | Henry Bentinck, I duca di Portland |                                                       |                                                      |  |  |       |  |  |                                   |  |  |           |  |
|                                         |                                    | Elizabeth Noel                                        | Wriothesley Noel, II conte di Gainsborough           |  |  |       |  |  |                                   |  |  |           |  |
|                                         |                                    | Elizabeth Noel                                        | Wriothesley Noel, II conte di Gainsborough           |  |  |       |  |  |                                   |  |  |           |  |
|                                         |                                    | Elizabeth Noel                                        | Catherine Greville                                   |  |  |       |  |  |                                   |  |  |           |  |
| Henrietta Bentinck                      |                                    | Elizabeth Noel                                        |                                                      |  |  |       |  |  |                                   |  |  |           |  |
|                                         |                                    | Edward Harley, II conte di Oxford e conte di Mortimer | Robert Harley, I conte di Oxford e conte di Mortimer |  |  |       |  |  |                                   |  |  |           |  |
|                                         |                                    | Edward Harley, II conte di Oxford e conte di Mortimer | Robert Harley, I conte di Oxford e conte di Mortimer |  |  |       |  |  |                                   |  |  |           |  |
|                                         |                                    | Edward Harley, II conte di Oxford e conte di Mortimer | Elizabeth Foley                                      |  |  |       |  |  |                                   |  |  |           |  |
| Margaret Harley                         |                                    | Edward Harley, II conte di Oxford e conte di Mortimer |                                                      |  |  |       |  |  |                                   |  |  |           |  |
|                                         |                                    | Henrietta Cavendish-Holles                            | John Holles, I duca di Newcastle-upon-Tyne           |  |  |       |  |  |                                   |  |  |           |  |
|                                         |                                    | Henrietta Cavendish-Holles                            | John Holles, I duca di Newcastle-upon-Tyne           |  |  |       |  |  |                                   |  |  |           |  |
|                                         |                                    | Henrietta Cavendish-Holles                            | Margaret Cavendish                                   |  |  |       |  |  |                                   |  |  |           |  |
|                                         |                                    | Henrietta Cavendish-Holles                            |                                                      |  |  |       |  |  |                                   |  |  |           |  |